# Гайнц Ціглер
Гайнц Ціглер (нім. Heinz Ziegler; нар. 19 травня 1894, Даркемен — пом. 21 серпня 1972, Геттінген) — німецький воєначальник часів Третього Рейху, генерал артилерії (1944) вермахту. Кавалер Лицарського хреста Залізного хреста (1943). Учасник Першої та Другої світових війн.

## Біографія
Військова кар'єра
- 5 вересня 1912 — фанен-юнкер
- 20 травня 1914 — лейтенант
- 18 червня 1917 — обер-лейтенант
- 1 березня 1925 — гауптман
- 1933 — майор
- 1 червня 1935 — оберст-лейтенант
- 1 січня 1938 — оберст
- 1 січня 1942 — генерал-майор
- 3 грудня 1942 — генерал-лейтенант
- 1 січня 1944 — генерал артилерії

Гайнц Ціглер народився 19 травня 1894 року у маєтку Тракенен поблизу від східно-прусського міста Даркемен. Після завершення навчання в середній школі 5 вересня 1912 року прийнятий на службу фанен-юнкером до 2-го Поморського пішого артилерійського полку № 15, де 20 травня 1914 року йому присвоїли звання лейтенант.
З початком Першої світової війни разом зі своїм артилерійським полком відбув на Західний фронт. Брав активну участь у битвах Першої світової війни. 18 червня 1917 року його підвищили в оберлейтенанти. За бойові заслуги у війні був нагороджений обома Залізними хрестами. Після завершення війни залишився в лавах Рейхсвера, потрапив до 2-го (прусського) артилерійського полку. Протягом наступних кількох років проходив службу в посаді командира артилерійської батареї. Навесні 1924 року командував 4-ю батареєю 2-го (прусського) артилерійського полку в Гюстрові. 1 березня 1925 року присвоєне звання гауптмана. Згодом був переведений до міністерства рейхсверу в Берліні. Там проходив службу у відділі організації армії (Т 2). Весною 1926 року призначений командиром 6-ї батареї 6-го (прусського) артилерійського полку в Міндені.
Згодом служив на штабних і командирських посадах в артилерійських частинах та підрозділах рейхсверу. 1 січня 1938 року став оберстом. 10 листопада 1938 року призначений командиром 98-го артилерійського полку у Штейрі.
З початком Другої світової війни брав активну участь у воєнних діях. На початку війни — начальник штабу резервної армії. 15 вересня 1939 року Ціглера призначили заступником начальника штабу IV армійського корпусу в Дрездені. 1 лютого 1940 року він став начальником штабу нового XXXXII армійського корпусу. У складі цього об'єднання брав участь у Західній кампанії. Після розгрому Франції корпус був дислокований поздовж узбережжя Ла-Маншу.
З літа 1941 року він у складі XXXXII армійського корпусу бився на німецько-радянському фронті. 9 грудня 1941 року призначений начальником штабу 15-ї армії. 1 січня 1942 року йому присвоєно звання генерал-майора.
26 січня 1942 року армійський корпус був нагороджений Золотим німецьким хрестом. 1 квітня 1942 року Ціглера перевели до Берліна. 8 грудня 1942 року став командувачем 5-ї танкової армії, котра вела бойові дії в Північній Африці. 20 лютого 1943 року він передав армію генерал-полковнику фон Арніму і перебрав на себе керівництво над німецьким Африканським корпусом.
На початку березня 1943 року його перевели до штабу групи армій «Африка».
16 квітня 1943 року нагороджений Лицарським хрестом Залізного хреста.
24 травня 1943 року генерал-лейтенант Ціглер призначений командиром 334-ї піхотної дивізії. 21 жовтня 1943 року тимчасово очолив III танковий корпус. Наприкінці листопада 1943 року його вивели до резерву фюрера.
1 січня 1944 року підвищений у генерали артилерії.
24 жовтня 1944 року генерал артилерії Гайнц Ціглер став командувачем 14-ї армії, що вела бойові дії в Італії. 22 листопада 1944 року важко поранений у сутичці з італійськими партизанами, тривалий час лікувався і знову був виведений у запас і до кінця війни більше не отримав жодного командування.